# Federazione calcistica dell'eSwatini
La Federazione calcistica dell'eSwatini (in inglese Eswatini Football Association, acronimo EFA) è l'ente che governa il calcio in eSwatini.
Fondata nel 1968, si affiliò alla FIFA nel 1978, e alla CAF nel 1976. Ha sede nella capitale amministrativa Mbabane e controlla il campionato nazionale, la coppa nazionale e la Nazionale del paese.